# Show Boat (1936)
Show Boat é uma produção cinematográfica dos EUA, produzido no ano de 1936 dirigida por James Whale e baseado no livro 'Show Boat', de Edna Ferber, publicado em agosto de 1926. O romance estreou como musical na Broadway, a cargo de Jerome Kern e Oscar Hammerstein II, com enorme sucesso. Esta é a segunda adaptação do livro para o Cinema (houve uma parcialmente falada em 1929). Teve ainda uma outra adaptação cinematográfica famosa, em 1951, dirigida por George Sidney e estrelada por Howard Keel, Ava Gardner e Kathryn Grayson.

## Sinopse
Magnolia Hawks é uma moça de dezoito anos, vinda de uma família de artistas que administra um barco de shows, o "Cotton Blossom", cruzando o Rio Mississippi. Sua melhor amiga, Julie LaVerne (a atriz principal dos espetáculos, Mulata mas passando-se por branca) é forçada a abandonar o barco por conta de sua origem, levando com ela Steve Baker, seu marido branco com quem, pela lei da época, ela não está legalmente casada. Magnolia então substitui Julie como principal artista da companhia. Ela conhece o simpático jogador profissional Gaylord Ravenal e casa-se com ele. Junto com sua filha recém-nascida, o casal muda-se para Chicago, onde vivem do produto das apostas de Gaylord. Após cerca de dez anos, ele atravessa um longo período de perdas no jogo e abandona Magnólia, acreditando estar causando a infelicidade da mulher com essas perdas. Magnólia então é forçada a criar sua filha sozinha. Julie também é abandonada pelo marido e torna-se irremediavelmente uma alcoólatra. Julie então ajuda Magnólia a tornar-se um sucesso nos palcos de Chicago, depois do abandono de Ravenal. Na maior alteração do filme em relação à peça de teatro (e a todas as outras versões da história), o casal volta a reunir-se no teatro onde a filha, Kim, está estreando seu primeiro show na Broadway ao invés de no barco onde a história começou.

## Elenco
- Irene Dunne .... Magnolia Hawks
- Allan Jones .... Gaylord Ravenal
- Charles Winninger .... Cap'n Andy Hawks
- Paul Robeson .... Joe
- Helen Morgan .... Julie LaVerne
- Helen Westley .... Parthenia "Parthy" Hawks
- Queenie Smith .... Ellie May Chipley
- Sammy White .... Frank Schultz
- Donald Cook .... Steve Baker
- Hattie McDaniel .... Queenie
- Francis X. Mahoney .... Rubber Face Smith
- Marilyn Knowlden .... Kim (criança)
- Sunnie O'Dea .... Kim (aos 16)
- Arthur Hohl .... Pete